# Kimmo Rintanen
Kimmo Taneli Rintanen (Rauma, 7 agosto 1973) è un allenatore di hockey su ghiaccio ed ex hockeista su ghiaccio finlandese professionista che giocava nel ruolo di ala sinistra.

## Palmarès

### SM-liiga
- Campione di Finlandia: 1994-95 (TPS Turku); 1999-00 (TPS Turku); 2000-01 (TPS Turku)
- Casco d'oro: 1996-97; 2000-01
- Gentleman dell'anno: 1996-97; 1997-98; 1999-00; 2000-01
- All-Star Team: 1996-97; 1999-00
- Giocatore del Mese: Dicembre 1996; Ottobre 2000

### Nationalliga A
- All-Star Team: 2008-09

### Giochi olimpici invernali
- Bronzo: Nagano 1998 (Roster Finlandia)

### Campionato mondiale IIHF
- Argento: 1998 (Roster Finlandia); 1999 (Roster Finlandia); 2001 (Roster Finlandia)
- Bronzo: 2000 (Roster Finlandia)

### Campionato europeo IIHF Under-18
- Bronzo: 1991 (Roster Finlandia)